# Necșești
Necşeşti é uma comuna romena localizada no distrito de Teleorman, na região de Muntênia. A comuna possui uma área de 40.91 km² e sua população era de 1417 habitantes segundo o censo de 2007.